# Ernest Kenny
Ernest Kenny, född 20 augusti 1907 i Vermillion, Alberta, Kanada, död 2 juni 1970, var en kanadensisk professionell ishockeyspelare.
Ernest spelade för New York Rangers och Chicago Blackhawks i National Hockey League. Han spelade senare i flera olika mindre ligor runt Kanada.
Efter hans spelarkarriär hjälpte han andra unga barn i området, bland annat Glen Sather och the sex Sutterbröderna att komma in i NHL.